# Catapterix crimaea
Catapterix crimaea é uma espécie de mariposa da família Acanthopteroctetidae. Foi descrito em 1988 na península da Crimeia, na Ucrânia, e foi registrado pela primeira vez no sul da França em 2016. Desde sua descrição em 1988 até a descrição de Catapterix tianshanica em 2016, Catapterix crimaea foi considerada a única espécie de seu gênero.

## Descrição
Os machos adultos têm uma envergadura de 5,5 a 6,5 mm, com asas anteriores e posteriores alongadas, as primeiras de cor marrom-dourada e as últimas cinza. A cabeça é projetada para a frente e coberta por longas escamas de pelos marrom-douradas, com antenas simples de cerca de 3⁄5 do comprimento das asas anteriores. O tórax é marrom-dourado, as pernas marrons.
Nenhum espécime feminino foi descrito até agora.